# Крстатице
Крстатице су насељено место у саставу општине Загвозд, Сплитско-далматинска жупанија, Република Хрватска.

## Историја
До територијалне реорганизације у Хрватској налазиле су се у саставу старе општине Имотски.

## Становништво
На попису становништва 2011. године, Крстатице су имале 123 становника.
| Број становника по пописима | Број становника по пописима | Број становника по пописима | Број становника по пописима | Број становника по пописима | Број становника по пописима | Број становника по пописима | Број становника по пописима | Број становника по пописима | Број становника по пописима | Број становника по пописима | Број становника по пописима | Број становника по пописима | Број становника по пописима | Број становника по пописима | Број становника по пописима |
| --------------------------- | --------------------------- | --------------------------- | --------------------------- | --------------------------- | --------------------------- | --------------------------- | --------------------------- | --------------------------- | --------------------------- | --------------------------- | --------------------------- | --------------------------- | --------------------------- | --------------------------- | --------------------------- |
| 1857                        | 1869                        | 1880                        | 1890                        | 1900                        | 1910                        | 1921                        | 1931                        | 1948                        | 1953                        | 1961                        | 1971                        | 1981                        | 1991                        | 2001                        | 2011                        |
| 383                         | 718                         | 503                         | 588                         | 715                         | 838                         | 1.226                       | 1.290                       | 735                         | 743                         | 677                         | 650                         | 407                         | 253                         | 199                         | 123                         |

Напомена: Од 1857. до 1880., 1921. и 1931. садржи део података за насеље Биоковско Село. У 1857., 1869., 1921. и 1931. садржи податке за бивше насеље Средина Села које је у 1910. и 1948. исказивано као насеље.

### Попис1991.
На попису становништва 1991. године, насељено место Крстатице је имало 253 становника, следећег националног састава:
| Попис 1991.‍ | Попис 1991.‍ | Попис 1991.‍ | Попис 1991.‍ | Попис 1991.‍ |
| ----------- | ----------- | ----------- | ----------- | ----------- |
|             |             |             |             |             |
| Хрвати      | Хрвати      |             | 251         | 99,20%      |
| Југословени | Југословени |             | 1           | 0,39%       |
| непознато   | непознато   |             | 1           | 0,39%       |
| укупно: 253 |             |             |             |             |